# Mariya Tsukanova
Mariya Tsukanova (em russo:  Мария Цуканова; 14 de setembro de 1924 – 14 de agosto de 1945) foi uma médica soviética durante a Segunda Guerra Mundial. Depois de ela ser morta em acção, em agosto de 1945, ela foi postumamente condecorada com o título de Heroína da União Soviética no dia 14 de setembro de 1945, tornando-se na única mulher que lutou na Guerra Soviético-Japonesa a ser agraciada com o título.